# 110 mètres haies aux championnats du monde d'athlétisme 2011
Navigation
Berlin 2009 Moscou 2013
L'épreuve du 110 mètres haies des championnats du monde de 2011 a lieu les 28 et 29 août 2011 dans le Stade de Daegu en Corée du Sud. elle est remportée par l'Américain Jason Richardson.

## Critères de qualification
Pour se qualifier pour les Championnats (minima A), il fallait avoir réalisé moins de 13 s 52 entre le 1er octobre 2010 et  le 15 août 2011. Le minima B est de 13 s 60.

## Faits marquants
Le Chinois Liu Xiang, qui allait passer devant le Cubain Dayron Robles et sûrement s’envoler vers l’or, a été freiné par le Cubain qui lui a attrapé la main, semble t-il volontairement.
Dayron Robles a logiquement été disqualifié, ce qui toutefois ne permit pas de rendre la médaille qu’il méritait au Chinois, qui récupère l’argent. 
L’Américain Jason Richardson est donc sacré champion du monde à la suite de ces événements.

## Médaillés
| Or               | Argent    | Bronze      |
| Jason Richardson | Liu Xiang | Andy Turner |

## Records et performances

### Records
| Record du monde           | Dayron Robles      | Cuba           | 12 s 87 | Ostrava, République tchèque | 12 juin 2008    |
| Record des championnats   | Colin Jackson      | Royaume-Uni    | 12 s 91 | Stuttgart, Allemagne        | 20 août 1993    |
| Record d'Afrique          | Shaun Bownes       | Afrique du Sud | 13 s 26 | Heusden-Zolder, Pays-Bas    | 14 juillet 2001 |
| Record d'Asie             | Liu Xiang          | Chine          | 12 s 88 | Lausanne, Suisse            | 11 juillet 2006 |
| Record d'Amérique du Nord | Dayron Robles      | Cuba           | 12 s 87 | Ostrava, République tchèque | 12 juin 2008    |
| Record d'Amérique du Sud  | Redelén dos Santos | Brésil         | 13 s 29 | Lisbonne, Portugal          | 13 juin 2004    |
| Record d'Europe           | Colin Jackson      | Royaume-Uni    | 12 s 91 | Stuttgart, Allemagne        | 20 août 1993    |
| Record d'Océanie          | Kyle Vander Kuyp   | Australie      | 13 s 29 | Göteborg, Suède             | 11 août 1995    |

### Meilleures performances de l'année 2011
Les dix athlètes les plus rapides de l'année sont, avant les championnats (au 14 août 2011), les suivants.
| 1  | David Oliver      | États-Unis  | 12 s 94 | 4 juin 2011  |
| 2  | Liu Xiang         | Chine       | 13 s 00 | 4 juin 2011  |
| 3  | Dayron Robles     | Cuba        | 13 s 04 | 5 août 2011  |
| 4  | Jason Richardson  | États-Unis  | 13 s 08 | 5 août 2011  |
| 5  | Aries Merritt     | États-Unis  | 13 s 12 | 9 juin 2011  |
| 6  | Dwight Thomas     | Jamaïque    | 13 s 15 | 9 juin 2011  |
| 7  | Terrence Trammell | États-Unis  | 13 s 16 | 25 juin 2011 |
| 8  | Joel Brown        | États-Unis  | 13 s 20 | 9 juin 2011  |
| 9  | Andrew Turner     | Royaume-Uni | 13 s 22 | 30 juin 2011 |
| 10 | Omo Osaghae       | États-Unis  | 13 s 23 | 15 mai 2011  |

## Résultats

### Finale
| Rang               | Athlète          | Nation      | Temps   | Note |
| ------------------ | ---------------- | ----------- | ------- | ---- |
| Médaille d'or      | Jason Richardson | États-Unis  | 13 s 16 |      |
| Médaille d'argent  | Liu Xiang        | Chine       | 13 s 27 |      |
| Médaille de bronze | Andy Turner      | Royaume-Uni | 13 s 44 |      |
| 4                  | David Oliver     | États-Unis  | 13 s 44 |      |
| 5                  | Aries Merritt    | États-Unis  | 13 s 67 |      |
| 6                  | William Sharman  | Royaume-Uni | 13 s 67 |      |
| —                  | Dayron Robles    | Cuba        | —       | DQ   |
| —                  | Dwight Thomas    | Jamaïque    | —       | DNF  |

### Demi-finales
Les quatre premiers athlètes de chaque course se qualifient pour la finale.
| Rang | Athlète          | Temps   |
| ---- | ---------------- | ------- |
| 1    | Liu Xiang        | 13 s 31 |
| 2    | Aries Merritt    | 13 s 32 |
| 3    | Dayron Robles    | 13 s 32 |
| 4    | Andy Turner      | 13 s 44 |
| 5    | Dimitri Bascou   | 13 s 62 |
| 6    | Paulo Villar     | 13 s 73 |
| 7    | Richard Phillips | 13 s 76 |
| 8    | Willi Mathiszik  | 13 s 81 |

| Rang | Athlète          | Temps   |
| ---- | ---------------- | ------- |
| 1    | Jason Richardson | 13 s 11 |
| 2    | David Oliver     | 13 s 40 |
| 3    | William Sharman  | 13 s 51 |
| 4    | Dwight Thomas    | 13 s 56 |
| 5    | Shi Dongpeng     | 13 s 57 |
| 6    | Ronald Forbes    | 13 s 67 |
| 7    | Jiang Fan        | 13 s 71 |
| 8    | Andrew Riley     | 13 s 75 |

### Séries
Les trois premiers de chaque séries (Q) plus les quatre meilleurs temps (q) se qualifient pour les quarts de finale.
| Rang | Athlète            | Temps     |
| ---- | ------------------ | --------- |
| 1    | Liu Xiang          | 13 s 20 Q |
| 2    | Andrew Turner      | 13 s 32 Q |
| 3    | Willi Mathiszik    | 13 s 53 Q |
| 4    | Richard Phillips   | 13 s 53 q |
| 5    | Ryan Brathwaite    | 13 s 57   |
| 6    | Sergueï Choubenkov | 13 s 70   |
| 7    | Andreas Kundert    | 13 s 87   |
| 8    | Ahmad Hazer        | 14 s 42   |

| Rang | Athlète                | Temps     |
| ---- | ---------------------- | --------- |
| 1    | Jason Richardson       | 13 s 19 Q |
| 2    | Dwight Thomas          | 13 s 31 Q |
| 3    | Ronald Forbes          | 13 s 54 Q |
| 4    | Konstadínos Douvalídis | 13 s 59   |
| 5    | Lawrence Clarke        | 13 s 65   |
| 6    | Alexander John         | 13 s 68   |
| 7    | Dominik Bochenek       | 13 s 96   |
| 8    | Balázs Baji            | 14 s 06   |

| Rang | Athlète         | Temps         |
| ---- | --------------- | ------------- |
| 1    | David Oliver    | 13 s 27       |
| 2    | Jiang Fan       | 13 s 47(PB) Q |
| 3    | Andrew Riley    | 13 s 47 Q     |
| 4    | Dimitri Bascou  | 13 s 51 q     |
| 5    | William Sharman | 13 s 52 q     |
| 6    | Héctor Cotto    | 13 s 60       |
| 7    | Lehann Fourie   | 13 s 86       |
| 8    | Iong Kim Fai    | 15 s 35       |

| Rang | Athlète           | Temps         |
| ---- | ----------------- | ------------- |
| 1    | Aries Merritt     | 13 s 36 Q     |
| 2    | Dayron Robles     | 13 s 42 Q     |
| 3    | Shi Dongpeng      | 13 s 55 Q     |
| 3    | Paulo Villar      | 13 s 55(SB) Q |
| 5    | Erik Balnuweit    | 13 s 56       |
| 6    | Emanuele Abate    | 13 s 63       |
| 7    | Othman Hadj Lazib | 13 s 63       |
| 8    | Park Tae-kyong    | 13 s 83       |

## Légende
Records et Performances
- AR : Record continental (area record)
- CR : Record des championnats (championship record)
- MR : Record du meeting (meet record)
- NR : Record national (national record)
- OR : Record olympique (olympic record)
- PR : Record paralympique (paralympic record)
- PB : Record personnel (personal best)
- SB : Meilleure performance personnelle de la saison (season's best)
- WL : Meilleure performance mondiale de l'année (world leader)
- WJR : Record du monde junior (world junior record)
- WR : Record du monde (world record)

Circonstances et Conditions
- DNF : N'a pas terminé (did not finish)
- DNS : N'a pas pris le départ (did not start)
- DQ : Disqualification (disqualification)
- NM : Aucun essai valable enregistré (No Mark)
- Q : Qualifié « directement » au prochain tour (ou à la prochaine compétition), lors d'une compétition majeure, grâce au classement ou à la réalisation des minima (automatic qualifier)
- q : Qualifié au prochain tour (ou à la prochaine compétition), lors d'une compétition majeure, grâce au repêchage ou à la réalisation de l'une des meilleures performances parmi celles des « non qualifiés directement » (grâce au meilleur temps ou à la meilleure distance par exemple) (secondary qualifier)